# Molossops
Molossops is een geslacht van zoogdieren uit de familie van de bulvleermuizen (Molossidae). De wetenschappelijke naam van het geslacht werd in 1866 gepubliceerd door Wilhelm Peters.

## Soorten
Er worden 3 soorten in dit geslacht geplaatst:
- Molossops griseiventer Sanborn, 1941
- Molossops neglectus Williams & Genoways, 1980
- Molossops temminckii (Burmeister, 1854)